# Molophilus bipugiatus
Molophilus bipugiatus är en tvåvingeart som beskrevs av Alexander 1969. Molophilus bipugiatus ingår i släktet Molophilus och familjen småharkrankar. Inga underarter finns listade i Catalogue of Life.